# A Daughter of the Old South
A Daughter of the Old South è un film muto del 1918 diretto da Émile Chautard. È considerato perduto.

## Trama
Dolores è una bellissima creola che vive con la nonna. Quest'ultima vorrebbe che la nipote sposasse uno spagnolo, Pedro de Alvarez, un bravo giovane, ricco e innamorato di lei. Ma Dolores ha deciso di scegliersi da sé l'uomo della sua vita. Conosce Richard Ferris, uno di cui non sa nulla, e fissa con lui degli appuntamenti segreti in una vecchia casa presa in affitto. Amante romantica e passionale, Dolores si rende però conto che Richard è un mascalzone quando scopre che lui la frequenta solo perché è un romanziere alla ricerca di emozioni. Quando, infatti, arriva la sua fidanzata, lui abbandona senza rimorsi Dolores.
La creola medita un'elaborata vendetta. Induce Lillian, la fidanzata di Richard, che non sa chi lei sia, a restare in ascolto dietro una tenda mentre lei intrattiene Richard. Questi, invitato da Dolores a bere un bicchiere di vino da lei, si reca nella casa. Dopo aver bevuto, però, Dolores gli annuncia che il vino era avvelenato. Richard, spaventato, cade ai suoi piedi e le chiede perdono, implorandola di salvarlo. Ovviamente, Dolores non ha avvelenato niente. Ma Lillian ha sentito la confessione del fidanzato che ora ambedue le donne trattano con disprezzo, considerandolo per di più un codardo.
Dolores, che si sente finalmente vendicata, decide di togliersi la vita: annegherà in un lago, scontando così la colpa del proprio orgoglio. Ma, Pedro, sempre innamorato di lei, riuscirà ad arrivare in tempo per impedirle di fare quel gesto definitivo.

## Produzione
Il film fu prodotto dalla Famous Players-Lasky Corporation.

## Distribuzione
Distribuito dalla Famous Players-Lasky Corporation e dalla Paramount Pictures, il film - presentato da Adolph Zukor - uscì nelle sale cinematografiche USA il 24 novembre 1918.
Attualmente, la pellicola viene considerata perduta.